# Skövde
Skövde er en by i Västergötland i Sverige der har 34.466 (2010) indbyggere og er hovedby i Skövde kommune, der har omkring 52.000 indbyggere. Skövde er venskabsby med Ringsted og var en af værtsbyerne ved VM i håndbold 2011 for mænd.